# Bromus secalinus
Bromus secalinus es una especie herbácea perenne perteneciente a la familia de las gramíneas (Poaceae). Es originaria de Eurasia pero es bien conocida en muchas otras partes del mundo donde se ha introducido. Es una maleza nociva en gran parte de América del Norte.  

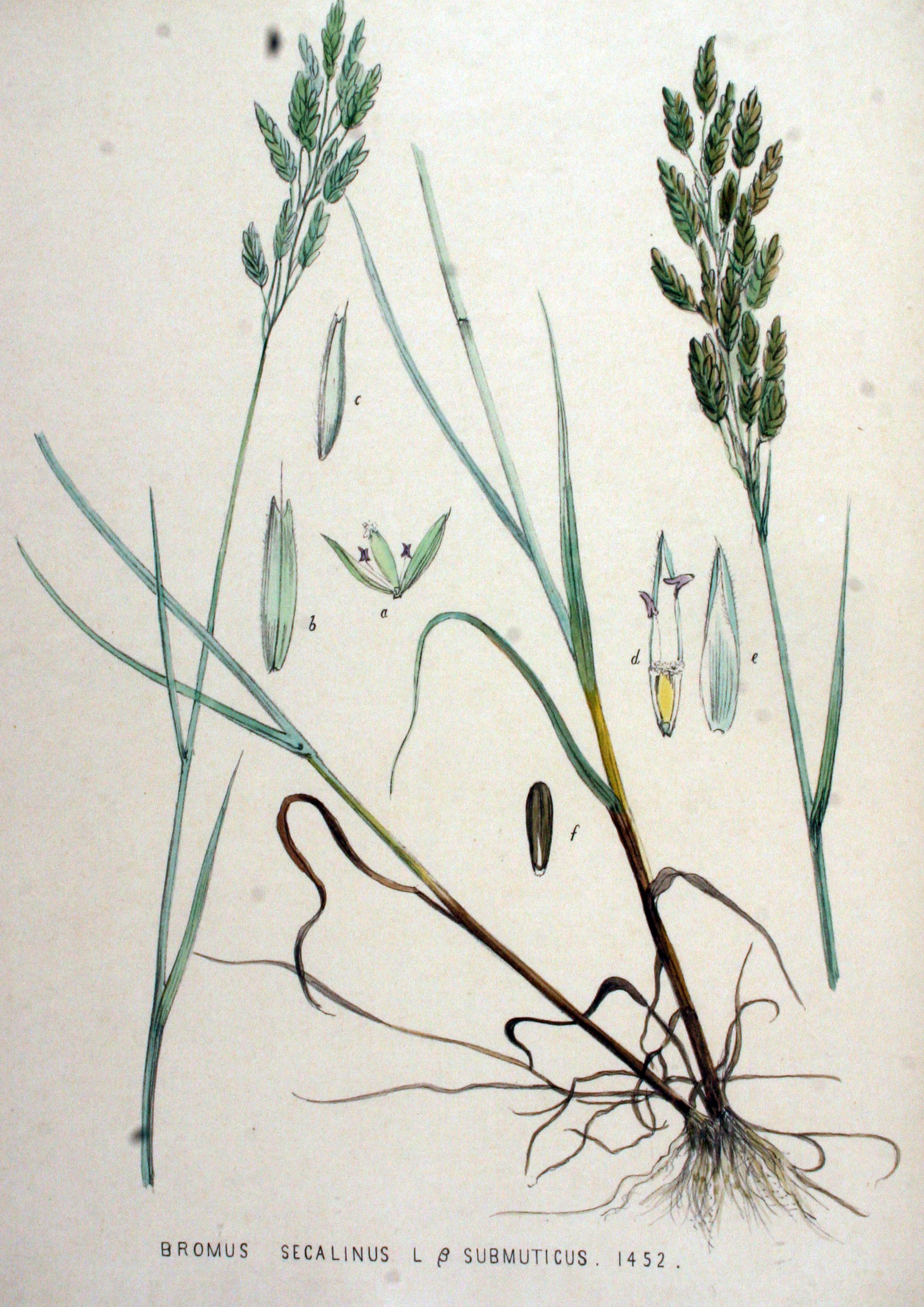
Ilustración

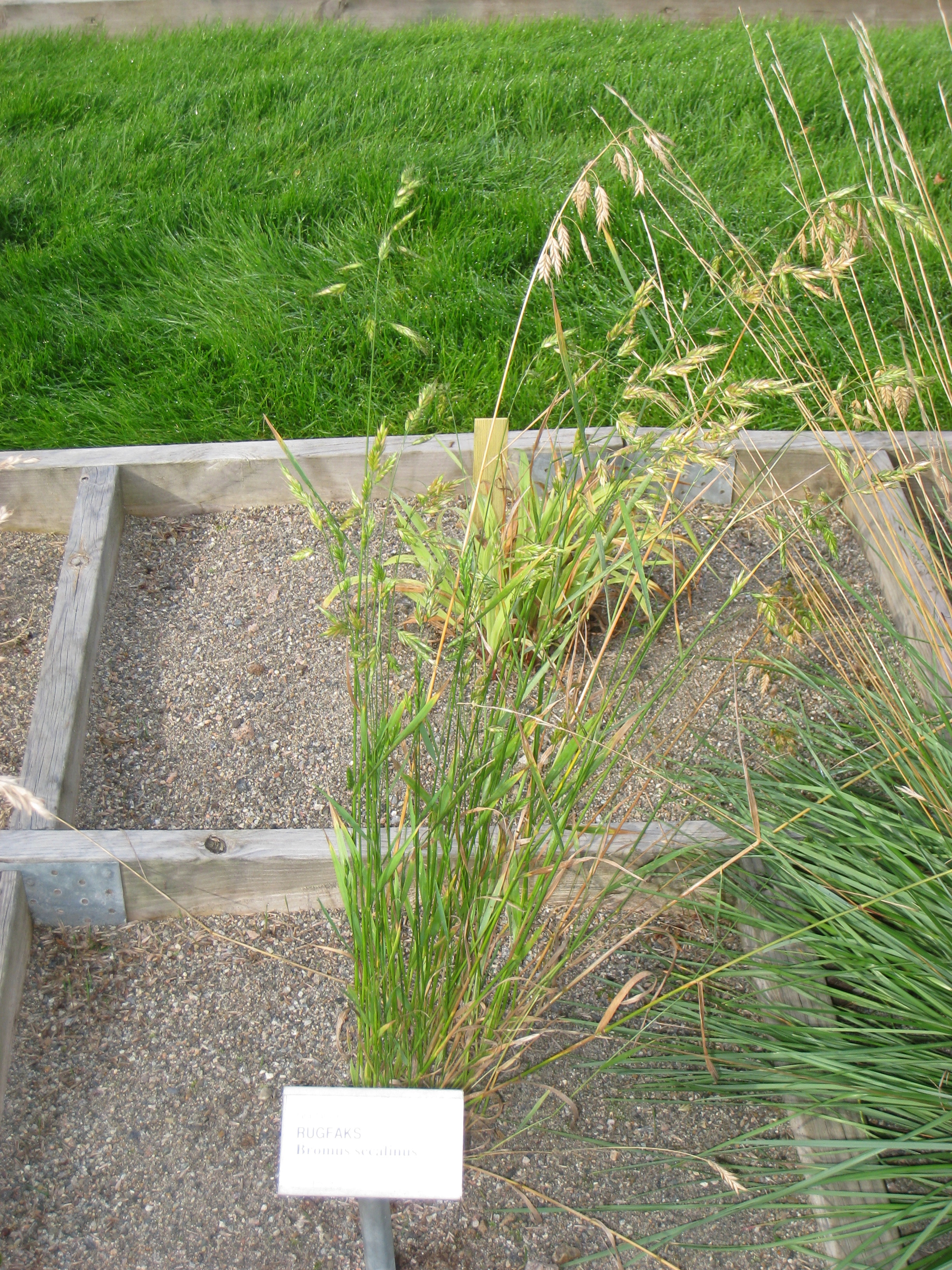
Vista de la panta

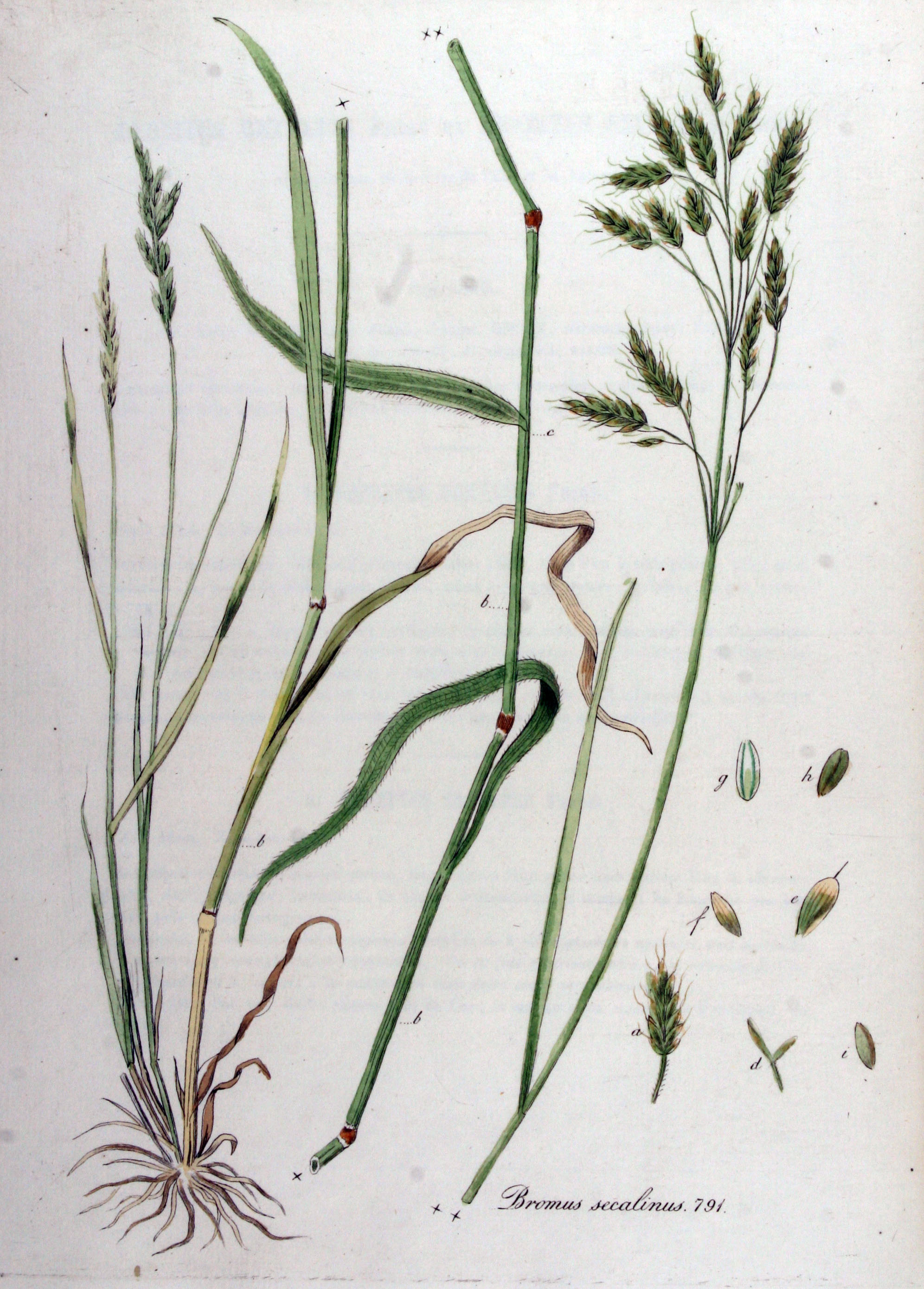
Ilustración

## Descripción
Tiene tallos que alcanzan un tamaño de hasta 40 cm de altura, erectos, ligeramente pubérulos. Hojas con lígulas de 12 mm, desigualmente dentadas y limbo de hasta 5,5 x 0,3 cm, ligeramente hirsuto; las más inferiores con vainas laxamente hirsutas con pelos de   0,5 mm, patentes y rígidos. Panícula de hasta 4 cm, de contorno linear, con 1-3 espiguillas. Pedúnculos más largos que las espiguillas. Espiguillas de 9,5-11 mm. ovado-elípticas; artejo inferior de la raquilla de c. 1,2 mm. Gluma inferior de 5-5,5 mm, lanceolada, trinervada; la superior de 6-6,5 mm, ovado-lanceolada, con 7 nervios. Lema de 7,5 mm, ovada, obtusa, enrollada en la parte inferior, entera o muy ligeramente emarginada; arista de 7-8,5 mm, recta, inserta a 0,8-1,2 mm por debajo del ápice de la lema. Pálea de   7 mm, más corta que la lema, elíptica. Anteras de 1,6-1,8 mm.   Florece de mayo a junio.

## Distribución y hábitat
Se encuentra en pastizales secos. Es una especie muy rara.  Se distribuye por Eurasia; es rara en la Región mediterránea. En la península ibérica aparece en los Pedroches y en el Aljarafe.

## Taxonomía
Bromus secalinus fue descrita por Carlos Linneo y publicado en Species Plantarum 1: 76. 1753.
Etimología
Bromus: nombre genérico que deriva del griego bromos = (avena), o de broma = (alimento).
secalinus: epíteto latino 
Citología
Número de cromosomas de Bromus secalinus (Fam. Gramineae) y táxones infraespecíficos:  
2n=14, 28
Sinonimia
- Avena secalina Salisb.
- Bromus badensis C.C.Gmel.
- Bromus brevisetus Dumort.
- Bromus ehrhartii Gaudin
- Bromus elongatus Gaudich.
- Bromus grossus var. velutinus (Schrad.) Godet
- Bromus hordeaceus C.C.Gmel.
- Bromus hybridus Schur
- Bromus mollis var. secalinus (L.) Huds.
- Bromus mutabilis F.W.Schultz
- Bromus mutabilis var. glabratus F.W.Schultz
- Bromus mutabilis var. secalinus (L.) F.W.Schultz
- Bromus polymorphus Scop.
- Bromus segetalis A.Braun ex Nyman
- Bromus segetalis var. secalinus (L.) Döll
- Bromus submuticus Steud.
- Bromus velutinus Schrad.
- Bromus vitiosus Weigel
- Forasaccus secalinus (L.) Bubani
- Serrafalcus divaricatus Dulac
- Serrafalcus gmelinii Rouy
- Serrafalcus secalinus (L.) Bab.[6][7]

## Nombre común
- Castellano: bromo acentenado, centeno loco.[8]